# Castelsantangelo sul Nera
Castelsantangelo sul Nera est une commune italienne de la province de Macerata dans la région des Marches.
Le premier séisme du 26 octobre 2016, de magnitude 5,4, et le second, de magnitude 6,1, qui ont touché une grande partie de l'Italie centrale jusqu'à Rome et même au-delà (Trieste et Naples pour le second) avaient pour épicentre la commune de Castelsantangelo sul Nera,.

## Administration
| Période                                  | Période | Identité | Étiquette | Qualité |
| ---------------------------------------- | ------- | -------- | --------- | ------- |
|                                          |         |          |           |         |
| Les données manquantes sont à compléter. |         |          |           |         |

### Hameaux
Gualdo (it), Rapegna
Le village de Gualdo (it) se trouve près du Monte Pagliano (1 396 mètres), et constitue le point de départ de l'un des itinéraires permettant d'en atteindre le sommet.

### Communes limitrophes
Montefortino, Montemonaco, Norcia, Preci, Ussita, Visso